# Wagri

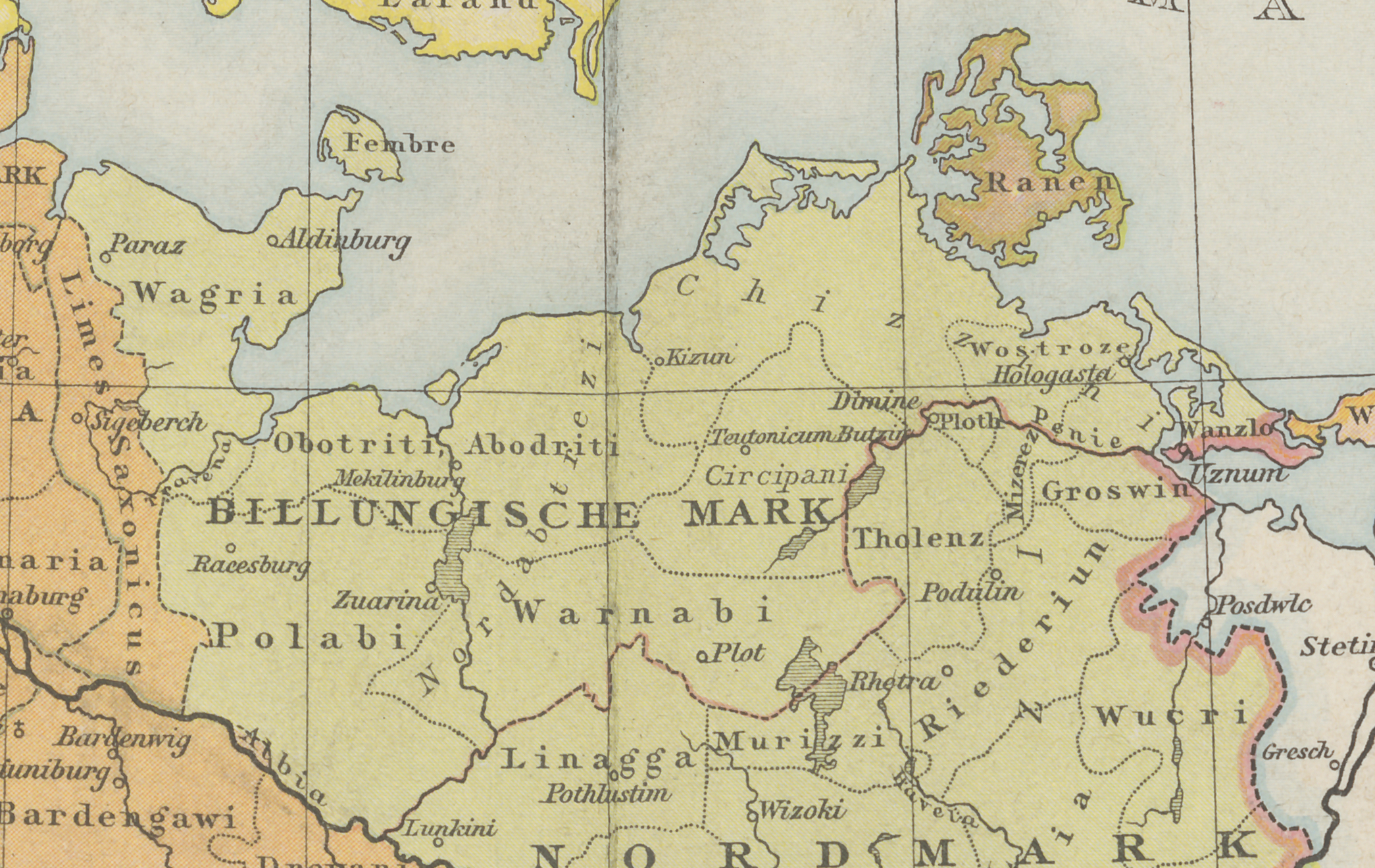
Il territorio dei Wagri, la Wagria, verso l'anno 1000

I Wagri (ted.: Wagrier, Waigri, Waari) furono una popolazione di ceppo slavo residente durante il medioevo nella zona della Wagria.
Essi erano il gruppo etnico nord-occidentale degli slavi Obodriti e il loro territorio stanziale, nel quale si erano stabiliti nel VII secolo, comprendeva la parte orientale dello Holstein che sta fra il fiume Trave ed il fiordo di Kiel. La città principale dei Wagri era il porto commerciale di Starigard/Oldenburg. Là si trovava la sede dei loro principi ed il loro luogo di culto.

## Primo tentativo di germanizzazione
All'inizio del X secolo i Wagri furono sottomessi dall'imperatore Ottone I e convertiti al cristianesimo, mantenendo però i loro Principi. 
Dopo che con la rivolta slava del 983 il dominio tedesco era caduto, i Wagri, sotto il loro principe Kruto, rappresentante della fazione pagana dei loro nobili, poterono, dal 1066 fino a circa il 1090, persino subentrare per qualche tempo nel comando dell'alleanza slava agli Obodriti. 
Nel 1093 Kruto perì nella battaglia di Schmilau, combattuta vicino a Ratzeburg contro il principe obodrita cristiano Enrico dell'Antica Lubecca, figlio di Godescalco dei Vendi, che assunse il dominio e trasferì la capitale a Lubice (o Antica Lubecca, ted.: Alte Lubeck).

## Cristianizzazione e germanizzazione definitiva
Ad Oldenburg in Holstein, di fronte all'isola di Fehmarn, fu fondata verso il 968 una diocesi all'interno della Marca di Billung, che tuttavia era già scomparsa con le rivolte degli slavi tra il  983 ed il 990 e che dopo un intermezzo fu ricostituita nel 1066, rimanendo poi attiva per circa un secolo.
La cristianizzazione vera e propria della Wagria ebbe inizio con Unwan (†1029), vescovo di Brema, negli anni 1020. San Vicelino di Oldenburg (1090 c.a. – 1154), un prete cristiano poi vescovo di Oldenburg, iniziò ad evangelizzare i Wagri ed i Wilzi con l'autorizzazione di Enrico della Vecchia Lubecca, che regnava intorno al 1126. Alla fine degli anni 1130 l'imperatore Lotario II incastellò la Wagria e Canuto Lavard la invase trascinando i capi dei Wagri Pribislavo e Niklot in catene.  Il duca Enrico il Leone concesse il territorio dei Wagri in feudo al conte Adolfo II di Schaumburg che dal 1143 diede inizio all'insediamento di coloni tedeschi nella parte centrale e meridionale della Wagria. La Polabia fu invece data in feudo ad Enrico della Vecchia Lubecca e le due regioni ebbero come confine comune il fiume Trave. 
Durante la Crociata dei Wendi del 1147 i Wagri attaccarono le colonie, di recente fondazione, di Fiamminghi e Frisoni, ma fu l'ultimo tentativo conosciuto di opporsi alla germanizzazione.
I discendenti dei Wagri furono assorbiti nei secoli successivi dalla maggioranza tedesca e ne assunsero anche la lingua.
I Wagri furono temibili pirati nel Baltico occidentale che tormentavano come i Vichinghi soprattutto le isole danesi.